# فطور الأبطال
فطور الأبطال أو وداعًا إثنين الأزرق هي رواية نُشرت عام 1973 للمؤلف الأمريكي كورت فونيغت. تدور معظم أحداث الرواية -وهي سابع رواية له- في أوهايو إحدى بلدات مدينة ميدلاند الخيالية، وتركز على شخصيتين هما دواين هوفر وهو وكيل تجاري لسيارات من ماركة بونتياك مقيم في ميدلاند وأحد أثرياء المدينة، وكيلغور تراوت وهو مؤلف خيال علمي نُشرت رواياته على نطاق واسع ولكنه غير مشهور عمومًا. تتطرق رواية فطور الأبطال إلى مواضيع مثل: الإرادة الحرة، والانتحار، والعلاقات العرقية بين الآخرين.

## حبكة الرواية
نُشرت روايات كيلغور تراوت على نطاق واسع ولكنه ظل كاتبًا مجهولًا مغمورًا، ثم دُعي لإلقاء كلمة رئيسية في مهرجان فني محلي في مدينة ميدلاند البعيدة. كان دواين هوفر رجل أعمال ثريًا يمتلك الكثير في مدينة ميدلاند، ولكنه أصبح غير مستقر عقليًا بشكل متزايد. تسير الرواية وفقًا لتسلسل زمني وكثيرًا ما يتغير التركيز من هوفر إلى تراوت، فضلًا عن شخصيات مساعدة، مثل: واين هوبلر، الرجل الذي يريد العمل تحت أمرة هوفر، وكورت فونيغت، الذي يظهر بصفته مؤلف الكتاب، والذي يتمتع بسلطة في جميع أنحاء العالم ولديه القوة التي تمكنه من التصرف. يقول جيروم كلينكوويتز «إن بنية الرواية بسيطة» و«لكنها توظف حبكات متطورة من أزمنة وأماكن مختلفة في آنٍ واحد».
تبدأ الرواية بكتابة فونيغت عن الشخص الأول، مشيرًا إلى أنه يشك في كون البشر آلات، ويذكر أنه «عندما أبتكر شخصية لرواية، [أقول] إنه يكون بهذه الشخصية بسبب عدة تشابكات خاطئة، أو بسبب كميات مجهرية من المواد الكيميائية التي أكلها أو أخفق في تناولها ذلك اليوم بالذات». يقول فونيغت إنه سيطهر نفسه من الفوضى الذهنية، وخلال الرواية يمكن رؤيته يفحص ويدحض المفاهيم المتباينة، من «اكتشاف» العالم الجديد في عام 1492 إلى تنميق مسميات الأعضاء التناسلية.
عندما يصل تراوت إلى مدينة ميدلاند فإنه يثير اهتمام دواين. يطلب دواين المرتبك رسالة من تراوت الذي يسلّم نسخة من الرواية أحضرها للمهرجان، يقرأ دواين الرواية التي تزعم أنها رسالة من خالق الكون توضح أن القارئ -أي دواين في هذه الحالة- هو الفرد الوحيد في الكون بإرادة حرة وأن كل شخص آخر هو آلة.

## روابط خارجية
- فطور الأبطال على موقع الموسوعة البريطانية (الإنجليزية)